# Молдовенізм
Молдовенізм (рум. Moldovenism, послідовники— молдовеністи, також молдовські самобутники) — це політичний термін, який використовується для позначення підтримки та просування молдовської ідентичности та молдовської культури, насамперед, противникам таких ідей.
Деякі з його прихильників приписують цю ідентичність середньовічному Молдавському князівству. Інші, щоб пояснити нинішні відмінності між румунськомовними жителями двох берегів річки Прут, пов'язують це з тривалим входженням Бессарабії до складу Російської імперії та СРСР. Опоненти, навпаки, стверджують, що молдовани та румуни є єдиною етнічною групою і що молдовська ідентичність була штучно створена Радянським Союзом.
Прихильники молдовської ідентичности стверджують, що народ Молдови історично самоідентифікувався як «молдован» до того, як поняття «румун» стало поширеним. Віра в те, що румуни та молдовани в Бессарабії та Молдавській АРСР (МАССР) утворили дві окремі етнонаціональні групи, які розмовляють різними мовами та мають окремі історичні та культурні риси, також підтримувалося Радянським Союзом.

## Історичний розвиток

### Передумови
У 1812 році Російська імперія та Османська імперія підписали Бухарестський договір (1812), за яким Росія анексувала східну частину середньовічного Молдавського князівства. Ця територія стала називатися Бессарабією. Між 1859 і 1866 роками Молдавське князівство і сусіднє князівство Волощина об'єдналися в єдину країну під назвою Румунія.

### Початок політики молдовенізму
Російський уряд почав поступово почав проводити політику зросійщення місцевого румунського населення Бесарабської губернії та створення окремої молдавської ідентичності на противагу румунському національному відродженню, яке ставило собі за мету об'єднання всіх румунських земель в одній державі.
У 1917 році під час розпаду Російської імперії в Бессарабії утворилася Молдавська Демократична Республіка. У 1918 році, після того як румунська армія отримала контроль над регіоном, Сфатул Царій проголосив незалежність Молдавської Республіки, а пізніше проголосував за союз з Румунією.

### Створення Молдавської АРСР
Радянська Росія заперечила результати цих подій і в травні 1919 р. проголосила Бессарабську Радянську Соціалістичну Республіку як уряд у вигнанні. Після невдачі Татарбунарського повстання, організованого Радянським Союзом , у 1924 році в складі Української РСР була створена Молдавська АРСР (МАССР) на схід від річки Дністер, яка тоді означала кордон між Румунією та Радянським Союзом.
З метою надання МАССР власної ідентичности, окремої від Румунії, радянська влада оголосила різновид, якою розмовляє більшість молдаван, «молдавською мовою». Інтелектуальну еліту МАССР попросили стандартизувати молдавську літературну мову на основі місцевих діалектів МАССР, які схожі на румунську.
До 1920-х років росіяни не стверджували, що молдавани та їхні сусіди в румунських князівствах якимось чином утворили нації. Один спостерігач написав у 1846 році в журналі російського МЗС, що «жителі Верхньої Бессарабії по суті є румунами, тобто сумішшю слов'ян і римлян, і синами грецької православної церкви». У травні 1917 року на з'їзді бессарабських учителів група протестувала проти того, щоб їх називали «румунами», стверджуючи, що вони «молдавани».
Представники румуномовного населення Поділля та Херсона брали участь у Бессарабському національному русі в 1917 і на початку 1918 років, агітуючи за приєднання території за Дністром до складу Великого Румунського королівства. Румунський уряд ніколи не цікавився цими вимогами, які передбачали б масштабні військові дії, і врешті вирішив залишити ті території, які увійшли до складу Радянської України після Громадянської війни в Росії. Заклики придністровських емігрантів продовжувались і в 1920-х роках з проханням про фінансування шкіл у регіоні до Румунії, оскільки на Балканах були школи та культурні організації в регіонах, де на Балканах проживали споріднені латинські мови. За Дністер затопило біженців, а спеціальні кошти були виділені на житло та освіту.
Нічіта Смочина, освітянин, який оселився в Парижі, заснував Асоціації придністровських румунів, щоб допомогти 20 000 біженців з-за Дністра, і привітав створення Молдавської Автономної Радянської Республіки.
Павло Хіор, нарком освіти МАСРР, стверджував, що літературна румунська мова запозичила занадто багато слів французької мови під час стандартизації в 19 столітті. За словами Хіора, це робило його незрозумілим для селян як в МАССР, так і в Румунії, демонструючи поділ між «пануючим класом» та «класом експлуатованих». Радянський лінгвіст М. В. Сергієвський досліджував мовні варіації в МАССР і виділив два діалекти. Один, подібний до розмовного різновиду в Бессарабії, був обраний еталоном, щоб прокласти шлях до «визволення бессарабців». Габріель Buciuşcanu, есер член Сфатул Церій, який виступав проти об'єднання з Румунією, написав нову граматику компендіум в 1925 році, але вона була визнана занадто схожа на стандартну румунську граматику, і швидко витягнув з обігу.

### Романізатори та автохтоністи

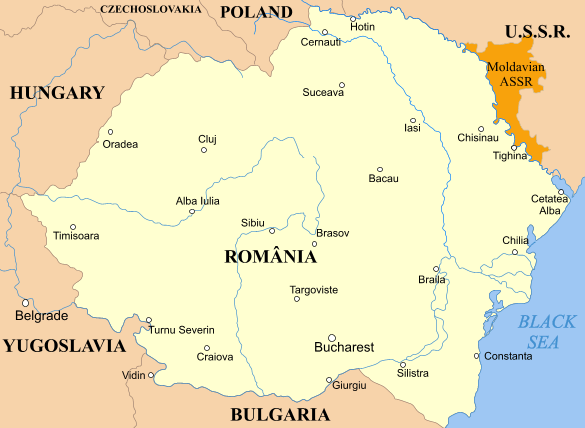
Карта Румунії 1920 року (включає Бессарабію). На схід від нього, в межах Радянського Союзу, була створена Молдавська АРСР (1924—1940).

У 1920-х роках серед радянських мовознавців точилася суперечка між прихильниками («романізаторами» чи «романістами») і противниками («автохтоністами», рос. самобытники) зближення молдавського та румунського.
«Автохтоністи» прагнули заснувати літературну молдавську мову на місцевих говірках з лівого берега Дністра. Неологізми, переважно з російської, були створені для охоплення технічних галузей, які не мали рідного еквівалента.
Потім у лютому 1932 року комуністи МАССР отримали директиву від Комуністичної партії України про переведення молдавської писемности на латинський алфавіт. Це було частиною масової кампанії латинізації мов меншин в СРСР, заснованої на теорії радянського лінгвіста Миколи Марра, що постулювала зближення до єдиної світової мови, яка, як очікується, стане засобом спілкування в майбутньому безкласовому суспільстві (комунізм). Ця директива була пасивно саботована «автохтоністською» більшістю, поки Станіслав Косіор (Генеральний секретар УКП) і кілька комуністів МАССР не відвідали Йосипа Сталіна, який, як повідомляється, наполягав на швидшій латинізації з кінцевою метою зближення молдавської та румунської культур., натякаючи на можливість майбутнього возз'єднання Молдавії та Румунії в межах радянської держави. Тим не менш, опір романізації серед комуністичних діячів зберігався, і після 1933 р. ряд видатних «автохтоністів» було репресовано, їхні книги знищені, а їхні неологізми заборонені.
Після сумнозвісного лютнево-березневого (1937 р.) Пленуму ЦК Компартії Радянського Союзу, який загострив Велику чистку, і «романізаторів», і «автохтоністів» оголосили «імперіалістичними шпигунами»: «автохтоністами», оскільки вони саботували латинізацію, а «романізаторів», бо вони були «агентами боярської Румунії», тобто антирадянськими.
У лютому 1938 року молдавські комуністи оприлюднили декларацію про знову переведення молдавської писемности на кирилицю, яка в серпні 1939 року була внесена в закон Молдавської АРСР, а після 1940 року і Молдавської РСР. Наведена мотивація полягала в тому, що латинізацію використовували « буржуазно- націоналістичні елементи» для «віддалення молдавського населення від українського та російського з кінцевою метою відокремлення Радянської Молдавії від СРСР».

### Молдавани в Радянській Молдавії
У червні 1940 року Бессарабія була окупована Радянським Союзом. Більша частина Бессарабії і близько половини МАССР були об'єднані в новостворену Молдавську РСР, яка стала п'ятнадцятою союзною республікою СРСР. Через рік, у 1941 році, Румунія напала на Радянський Союз у рамках операції «Барбаросса» і повернула Бессарабію. У 1941—1944 рр. Румунія також займала територію між річками Дністер та Буг (історичне Придністров'я). До 1944 року совєти повернули всі території, які вони втратили в 1941 році, які залишалися в Радянському Союзі до розпаду останнього в 1991 році.
У перші роки радянської окупації термін «румунська мова» був заборонений. Офіційна мова, яка використовувалася в молдавських школах по всій МРСР (як у Бессарабії, так і в Придністров'ї) у сталінський період була заснована на місцевій мові, якою розмовляли в деяких районах колишньої МАССР. Комісія з вивчення комуністичної диктатури в Молдавії оцінює цей період.
У 1956 р. під час реабілітації Микитою Хрущом жертв сталінських репресій вийшла спеціальна доповідь про стан молдавської мови. У доповіді, зокрема, зазначалося, що дискусії 1920-30-х років між двома тенденціями були переважно ненауковими, оскільки в республіці було дуже мало мовознавців; і що граматика та основний лексикон літературної румунської та молдавської мов ідентичні, а відмінності другорядні та несуттєві. Оскільки політична ситуація в Соціалістичній Республіці Румунія тепер була прорадянською, запланована конвергенція румунської та молдавської мов знову була схвалена.
Протягом усього періоду радянської влади молдаван заохочували вивчати російську мову як передумову для отримання вищої освіти, соціального статусу та політичної влади. Переміщення територій і переміщення населення, включаючи депортацію місцевих жителів і імміграцію за підтримки держави з решти СРСР, змінили етнічну та мовну структуру республіки. До кінця 1970-х років у Молдавській РСР значно зросла кількість російськомовних. Ці зміни сприяли поширенню російських запозичень у розмовній молдавській мові.
У той час як деякі радянські лінгвісти продовжували заперечувати існування окремої молдавської мови нове покоління радянських лінгвістів відновило дискусію в 1970-х роках. Наприклад, один лінгвіст Іліасенко порівняв румунський і молдавський переклади промови Леоніда Брежнєва з російської та використав їх як доказ існування двох різних мов. Михайло Бручіс проаналізував це твердження і помітив, що всі слова обох перекладів зустрічаються в обох словниках. Також Іліасенко натякав на те, що «молдавська» віддає перевагу синтетичним синтагмам, а «румунська» — аналітичним. Однак це твердження також виявилося помилковим, оскільки в книзі Ніколае Чаушеску (політичного лідера Румунії того часу) використовуються переважно «молдавські» синтетичні синтагми, тоді як у книзі Івана Бодюла (секретаря Молдавської РСР) вживаються переважно «Румунська» аналітичні синтагми. Висновок Брухіса полягав у тому, що обидва переклади були в межах румунської мови.

## Дебати в незалежній Молдові
Дискусія навколо етнічної приналежности молдован відновилася після розпаду СРСР. Одна сторона, об'єднуючи багатьох видатних молдовських інтелектуалів, таких як Григоре Вієру, Євген Дога або Константин Танасе, стверджує, що молдовани завжди були румунами, навіть якщо сучасна історія відокремила їх від решти румун. Таким чином, молдовенізм розглядається як радянська спроба створити штучну національність з метою етнічної асиміляції румунів, які проживають в Радянському Союзі. Інша сторона підкреслює своєрідність молдован, наприклад, молдовський історик і політик Віктор Степанюк стверджує, що молдовани завжди відрізнялися від румунів. Деякі стверджують, що для бессарабських молдован тривала ізоляція від решти румун (між 1812—1918 рр., після 1940 р.) була «більш ніж достатньо часу […] для розвитку [своєї] окремої національної ідентичности».
Після кількох років співпраці з Панрумунським народним фронтом Молдови, виконуючий обов'язки президента Мірча Снєгур зблизився з Аграрною партією Молдови, сильним прихильником молдовської ідентичности. Під час свого візиту до Бухареста в лютому 1991 року він говорив про «румунів на обох берегах річки Прут», однак під час президентської кампанії 1994 року Снєгур підкреслив у промові « Наш дім» існування окремої молдовської нації як основи держави. Виступ був негайно засуджений інтелігенцією. Представники Спілки письменників, Інституту мовознавства, Інституту історії, Кишинівського державного університету та інших установ оголосили промову образою справжньої етнічної більшости республіки та спробою подальшого «винаходу комуністичного режиму». " шляхом встановлення "бар'єру для автентичної румунської культури «. Тим не менш, позиція Снєгура допомогла Аграрній партії Молдови отримати абсолютну більшість у парламенті.

### Молдовська самосвідомість
Опитування, проведене в Республіці Молдова IMAS-Inc Chisinau у жовтні 2009 року, дало детальну картину. Респондентів попросили оцінити зв'язок між ідентичністю молдован та румунів за шкалою від 1 (повністю те саме) до 5 (повністю різне). Опитування показало, що 26 % всієї вибірки, яка включала всі етнічні групи, стверджували, що дві ідентичності були однаковими або дуже схожими, тоді як 47 % стверджували, що вони різні або зовсім різні. Результати суттєво відрізнялися між різними категоріями досліджуваних. Наприклад, якщо 33 % молодих респондентів (віком від 18 до 29 років) обрали те саме або дуже схоже, а 44 % — різні або дуже різні, серед старших респондентів (віком від 60 років) відповідні показники склали 18,5 % і 53 %. Частка тих, хто обрав однакову або дуже схожу ідентичність, була вищою за середню серед носіїв румунської/молдовської мови (30 %), серед міських жителів (30 %), серед тих, хто має вищу освіту (36 %), і серед жителів столиці (42 %).
Згідно з дослідженням, проведеним у Республіці Молдова в травні 1998 року, коли самопроголошених молдован попросили пов'язати румунську та молдовську ідентичність, 55 % вважали їх дещо різними, 26 % дуже різними і менше 5 % ідентичними.
Опитування, проведене в Республіці Молдова Вільямом Кроутером у 1992 році, показало, що 87 % румунсько/молдовських мовців вирішили назвати себе „молдованами“, а не „румунами“.
Згідно з результатами перепису 2004 року з 3 383 332 людей, які проживають в Молдові (без Придністров'я), 75,81 % оголосили себе молдованами і лише 2,17 % румунами. Група міжнародних спостерігачів вважає, що перепис, як правило, був проведений професійно, хоча вони повідомили про декілька випадків, коли переписувачі заохочували респондентів називати себе молдованами, а не румунами.
Результати перепису 2014 року показали, що з 2 998 235 людей, які проживають в Молдові (без Придністров'я), 75,1 % оголосили себе молдованами і 7,0 % румунами. Інформація про мову, якою вони зазвичай розмовляють, вказує на те, що 54,6 % вважають цю мову молдовською, а 24,0 % — румунською.

### Політичні наслідки
19 грудня 2003 року парламент Молдови, де домінує Партія комуністів Республіки Молдова, ухвалив несудовий політичний документ під назвою „Концепція національної політики Республіки Молдова“. У документі стверджується, що:
- є два різних народи (румуни та молдовани), які мають спільну літературну мову. „Спільне джерело, маючи спільну базову лексичну основу, національна молдовська мова та національна румунська мова зберігають свою мовну назву як ідентифікатор кожної нації: молдовська та румунська“.
- Румуни є етнічною меншиною в Молдові.
- Республіка Молдова є законною спадкоємицею середньовічного Молдавського князівства.[19]

Цей документ зазнав критики в Молдові як „антиєвропейський“ і суперечить Конституції, яка говорить, що „жодна ідеологія не може бути прийнята як офіційна державна ідеологія“.

Молдовський історик Георге Е. Кожокару у своїй книзі „Cominternul si originile Moldovenismului“ стверджує, що „молдовінізм“ та його поширення серед романських, які живуть на схід від Пруту, мають радянське походження. При нагоді молдавський політик та історик Александру Мошану стверджував, що „молдовська ідеологія з'явилася як політика етнічної асиміляції румунів із Придністров'я, потім з усього простору колишньої Молдавської Радянської Соціалістичної Республіки. А тепер із Республіки Молдова.“ 22 січня 2010 року Міністерство закордонних справ Румунії представило книгу в Бухаресті. Під час випуску книги міністр закордонних справ Румунії Теодор Баконскі сказав:
| Ліві лапки | З книги пана Кожокару ми дізнаємося, що «молдовінізм» заперечує коріння румунської ідентичности і що його улюбленим методом є перебільшення та містифікація; сленг стає літературною мовою, а регіон на березі Дністра — «державою» з виразною «молдовською» ідентичністю. | Праві лапки |

Маріан Лупу, лідер Демократичної партії Молдови, дорікнув йому, заявивши:
|  | Такі офіційні заяви Бухареста є образливими для більшости нашого населення – порушують наші стосунки, отруюють нашу спільну діяльність і стають серйозною перешкодою для плідної співпраці. |

## Подальше читання
- Аргентина Грибінча молдовенізм: державна ідеологія Республіки Молдова
- Моніка Хайнц Республіка Молдова проти Румунії: Холодна Вара національних ідентичностей[недоступне посилання з 01.09.2018]
- Аргентина Gribincea Moldovenisti pentru linistea expansionismului rusesc sau cautatori de sine[недоступне посилання з 01.02.2018] (in Romanian)
- Evocare Eugeniu Coşeriu (22) (in Romanian) Контрафорт, жовтень-листопад 2003 року
- Constitutional Watch (Конституційний огляд) Оновлення конституційної політики в країнах Східної Європи та колишнього СРСР, літо 2002 р.
- Constitutional Watch Покращена інформація про конституційну політику у Східній Європі та колишньому СРСР, зима 2002/весна 2003
- „Молдовсько-румунський словник“ колишнього депутата-комуніста доступний для продажу 29 липня 2003 р. [Архівовано 7 листопада 2021 у Wayback Machine.]
- Маріан Еначе, Дорін Сімпоєсу Місюне дипломатика в Молдові 1993—1997, Бухарест, Поліром, 2000ISBN 973-683-443-3 (in Romanian)
- Евген Голбан — Dreptul la adevar (in Romanian) Observatorul, середа, 20 грудня 2006 р [Архівовано 7 листопада 2021 у Wayback Machine.]
- Mai multe literaturi, o limbă, mai multe limbi, o limbă. A treia Conferinţă internaţională a Centrului PEN Român, Ясси, 21-23 квітня 2000 р. (in Romanian)
- Метью Х. Сісел (2007) Мова молдаван: Румунія, Росія та ідентичність у колишній радянській республіці»,ISBN 0-7391-1443-3 — Про ідентичність сучасних молдаван у контексті дискусій про їхню мову.
- Переклад російських позик та порушення розмовної мови в Республіці Молдова Елеонора Руснак, президент Асоціації професійних перекладачів Молдови.
- Джордж Даміан — Efectele moldovenismului si strategia regionala a Ucrainei (in Romanian) Ziua Veche, п'ятниця, 26 березня 2010 р [Архівовано 28 березня 2010 у Wayback Machine.]
- Про молдавську/румунську мову та ідентичність див. також французькою мовою Ніколас Тріфон «Guerre et paix des langues sur fond de malaise identitaire» у la République de Moldavie: un Etat en quête de nation, Париж: Non Lieu, 2010, с. 169–276.